# Horní Lhota (Zlín)
Horní Lhota è un comune della Repubblica Ceca facente parte del distretto di Zlín, nella regione di Zlín.